# Museo de Chemtou
El Museo de Chemtou  (en árabe: المتحف الأثري بشمتو‎) es un museo arqueológico tunecino situado en el sitio de Chemtou, a unos veinte kilómetros de Jendouba, una ciudad cercana a la frontera entre Túnez y Argelia. El museo, una iniciativa del Instituto Nacional del Patrimonio y del Instituto Arqueológico Alemán de Roma, se inauguró el 25 de noviembre de 1997.
Teniendo la peculiaridad de estar ubicada sobre una antigua fábrica de mármol, ocupada en tiempos antiguos y contemporáneos, su objetivo didáctico es explicar esta explotación así como presentar algunos restos encontrados en las excavaciones de la antigua ciudad númida y luego romana.

## Historia
Este museo de diseño moderno es el resultado de la colaboración entre los arqueólogos tunecinos del Instituto Nacional del Patrimonio (INP) y los del Instituto Arqueológico Alemán de Roma (DAI Roma) que realizaron las excavaciones en el yacimiento arqueológico. Aunque el edificio está financiado con fondos tunecinos, la decoración interior y la museología son obra del servicio cultural del Ministerio de Asuntos Exteriores alemán.
Basado en una idea de Mustapha Khanoussi, coordinador del INP para Chemtou, fue construido entre 1992 y 1997 según un concepto del arqueólogo alemán Christoph B. Rüger y el doctor suizo Martin Hartmann. El trabajo administrativo lo realiza la AID de Roma, a través de Friedrich Rakob.
El 12 de mayo de 1993, un espectacular tesoro de 1647 monedas de oro y una de plata de época romana, enterradas durante el reinado de Honorio, fue descubierto durante el curso de la obra.
Cerrado después del ataque al Museo del Bardo en 2015, fue reabierto el 14 de diciembre de 2019.

## Edificio

Mapa del museo
Leyenda: 1. Rotonda de entrada; 2. Sala de exposición «Geología y Protohistoria»; 3. Patio y techo panorámico; 4. Sala de exposición «Mármol»; 5. Sala de exposición «Colonia Romana»; 6.: Área de información y sala de lectura.

El edificio está diseñado por el arquitecto Jan Martin Klessing. La construcción blanca, de un solo piso, de aspecto sólido y techo plano se caracteriza por un lenguaje formal bastante discreto. Después de la rotonda de entrada, los visitantes descubren tres salas de exposición, una sala de lectura y un área de información, todas agrupadas alrededor de un patio central5. La superficie total del museo es de 1500 m².
En el patio del museo está la fachada del santuario númida4. Un techo accesible al público permite la visión simultánea del monumento en el patio y su posición original en la cima del Djebel Bou Rfifa. El patio también ofrece espacio para conciertos al aire libre y obras de teatro que pueden acomodar hasta 200 visitantes.

## Concepto museográfico
El concepto del museo ha sido diseñado por Rüger y Hartmann: se centra en los resultados de las investigaciones germano-tunecinas realizadas entre 1965 y 1995 en el yacimiento arqueológico de Chemtou.
Entre los temas tratados figuran la geología regional del noroeste de Túnez, la Protohistoria de Chemtou (500-100 a. C.), el santuario y las tumbas númidas, el antiguo mármol amarillo extraído de las canteras y la ciudad romana de Colonia Iulia Augusta Numidica Simitthensium. Además, el museo muestra los hallazgos arqueológicos de la zona de Chemtou.

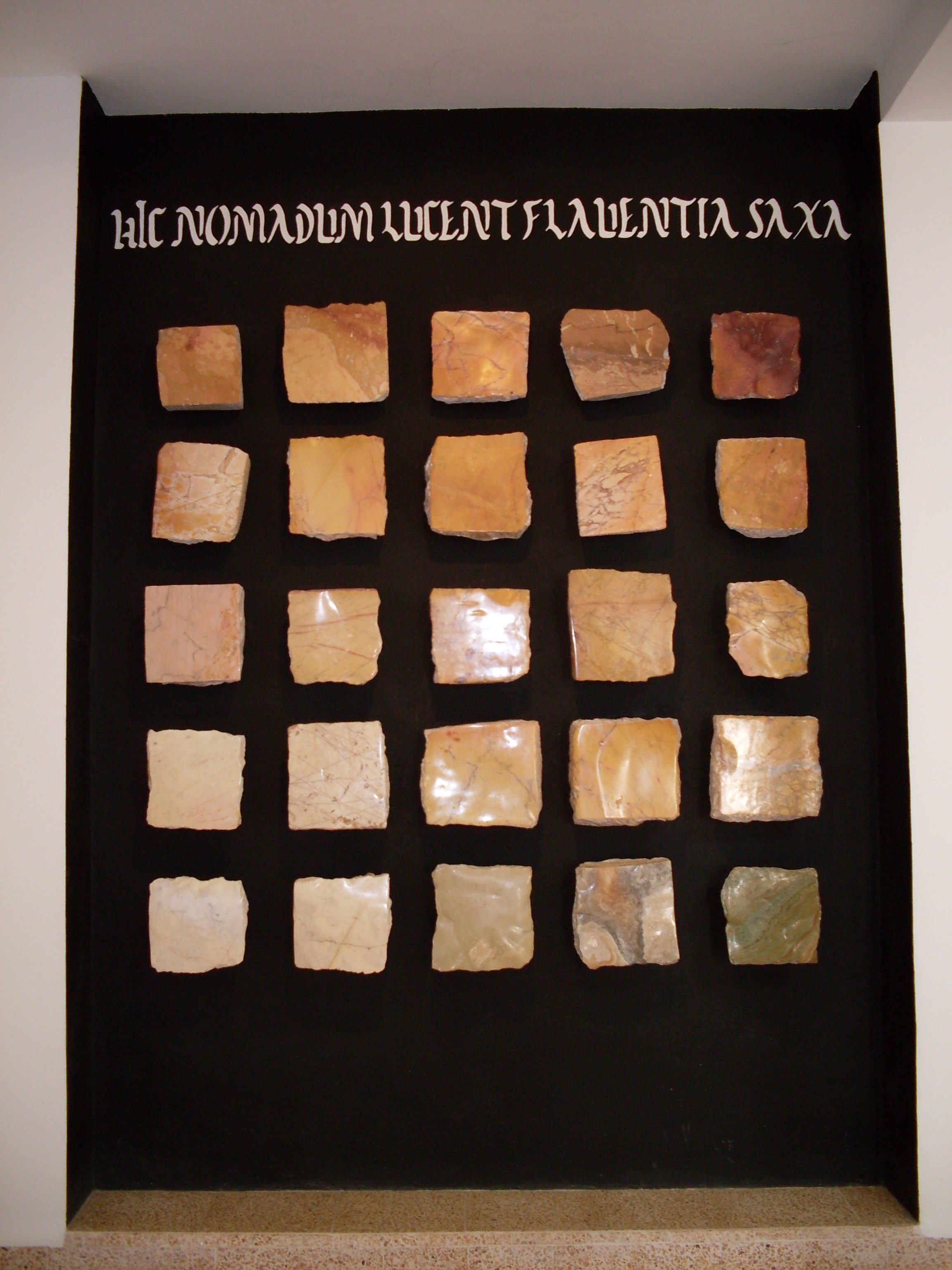
Tipos de mármol extraídos de las canteras de Chemtou.
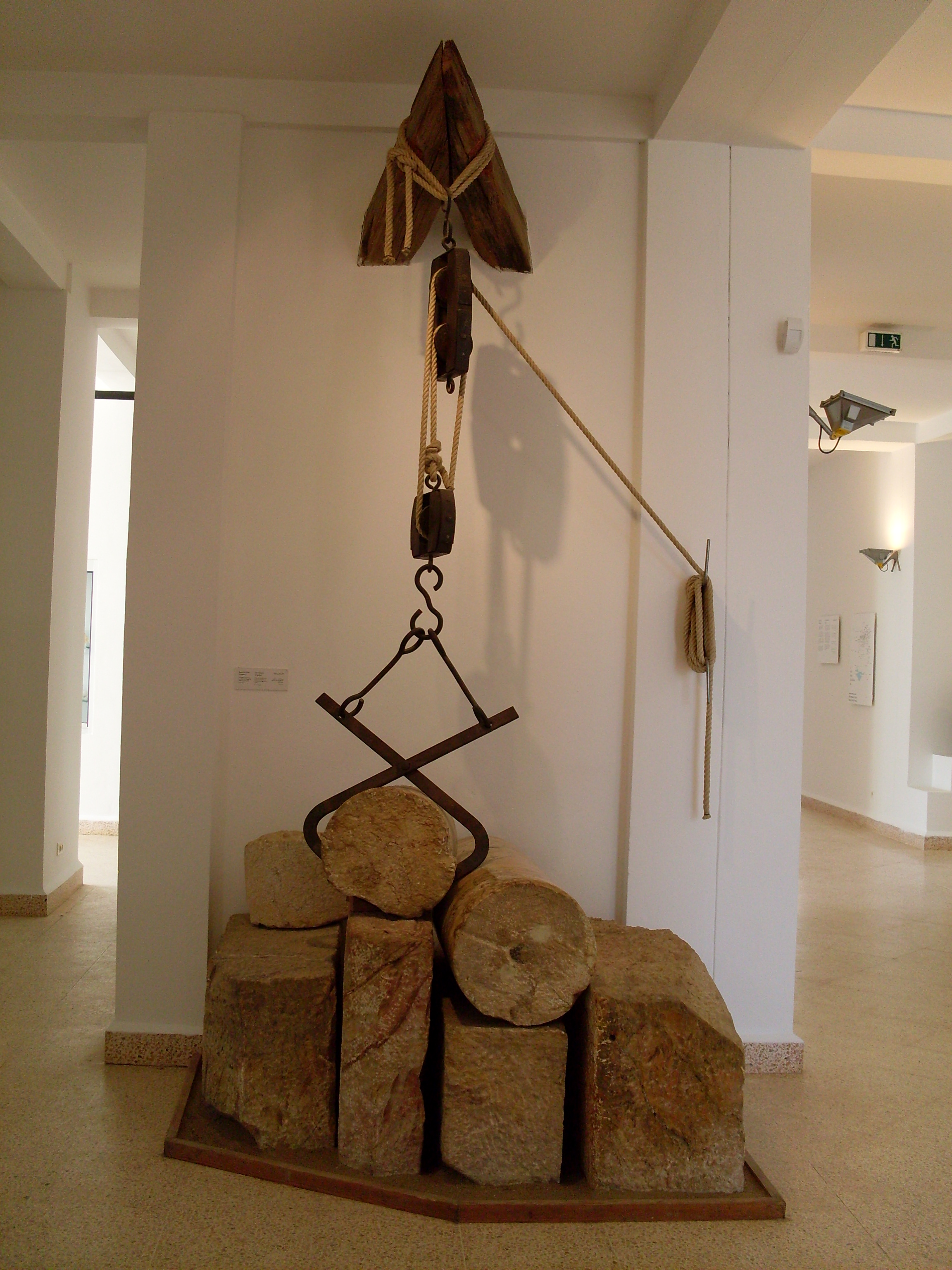
Palanca romana para el mármol.

El resultado de las investigaciones se comunica mediante gráficos, objetos, modelos y vitrinas. También se presenta una película sobre el tema del museo en el espacio de información. Producido en 1999 con el apoyo de la Fundación Ernst von Siemens, resume en cinco idiomas diferentes los resultados de las investigaciones realizadas entre 1965 y 19996.

## Colecciones

### Colecciones númidas

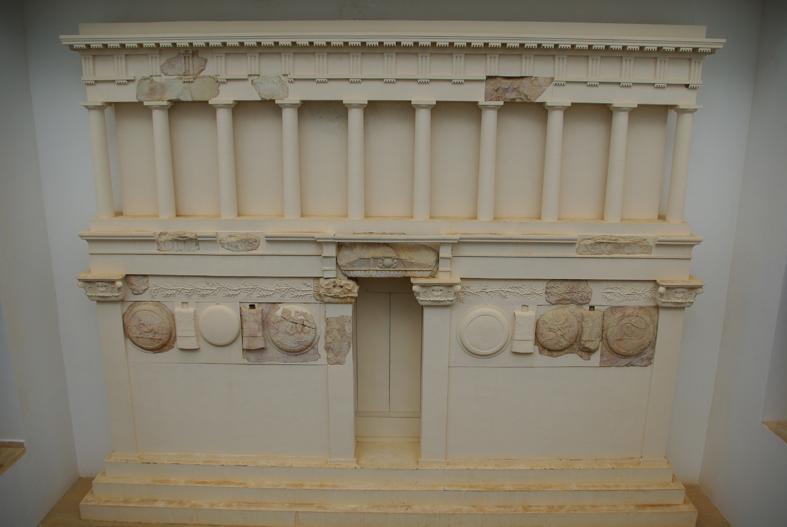
Fachada reconstruida del santuario númida dedicado a Massinissa.

Entre los restos expuestos hay una estela de arenisca de esquisto verde que muestra a un jinete númida con una diadema, que parece identificarlo con un jefe  o un miembro de la familia real de Numidia. Aïcha Ben Abed lo data en el siglo II a. C., y Hédi Slim en el siglo I a. C.
El museo también presenta un hermoso relieve de piedra caliza verde de los Dii Mauri en el que estas ocho deidades están alineadas cara a cara.
La fachada del santuario númida está reconstruida en el patio en su tamaño original, con fragmentos de su decoración arquitectónica que datan del siglo I a. C. Datado alrededor del 139 a. C. y dedicado por Micipsa a la memoria de su padre Massinissa, el monumento, construido en mármol, tiene unos doce metros de largo, cinco metros y medio de ancho y diez metros de alto. Consta de dos niveles: el primer nivel, coronado con un friso, tiene una puerta falsa enmarcada por pilastras, mientras que el segundo nivel está decorado con una columnata dórica.

### Colecciones Líbico-púnicas
- Obelisco cubierto de tifinag
- Estelas funerarias

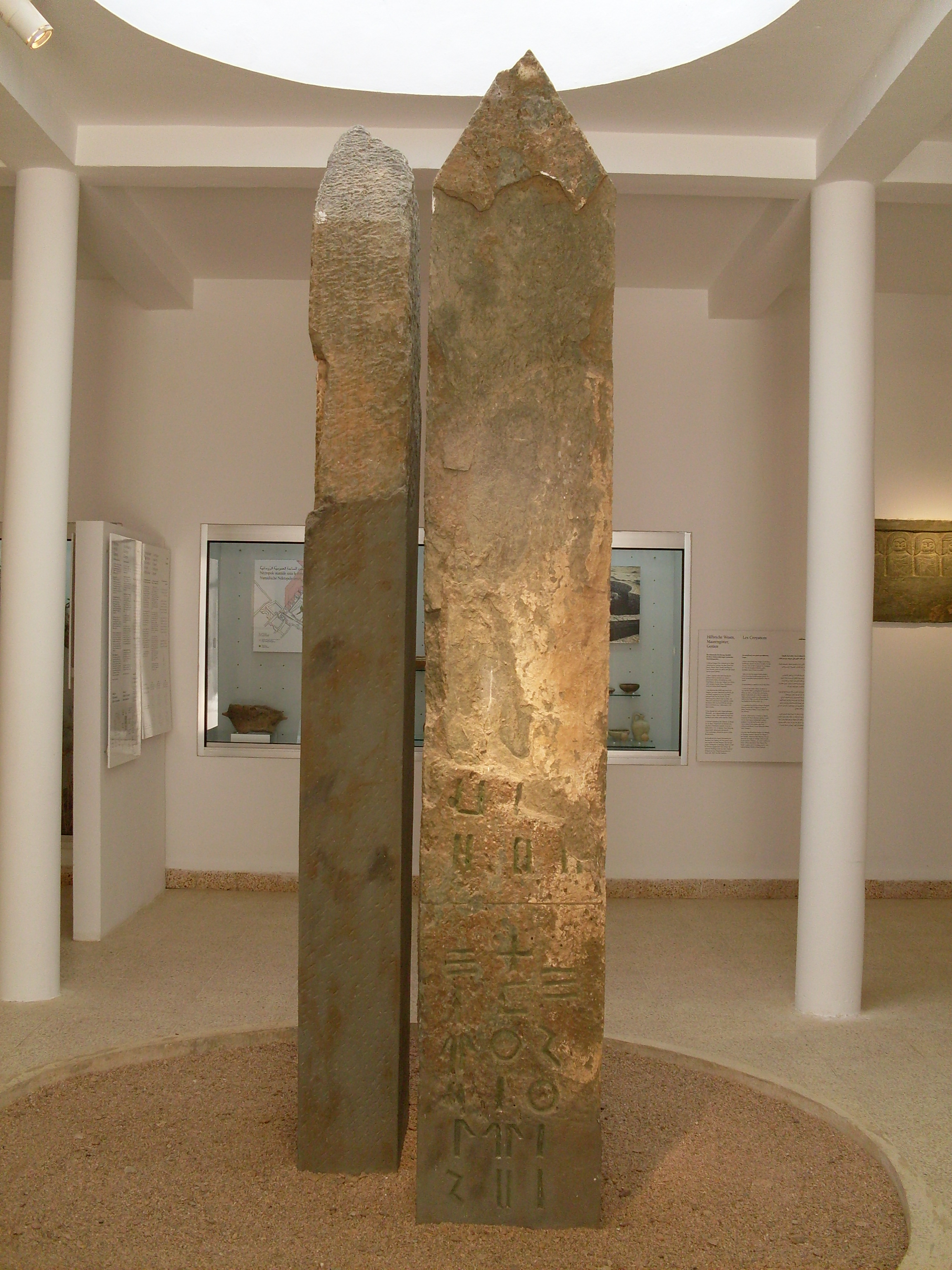
Obelisco cubierto de tifinag.
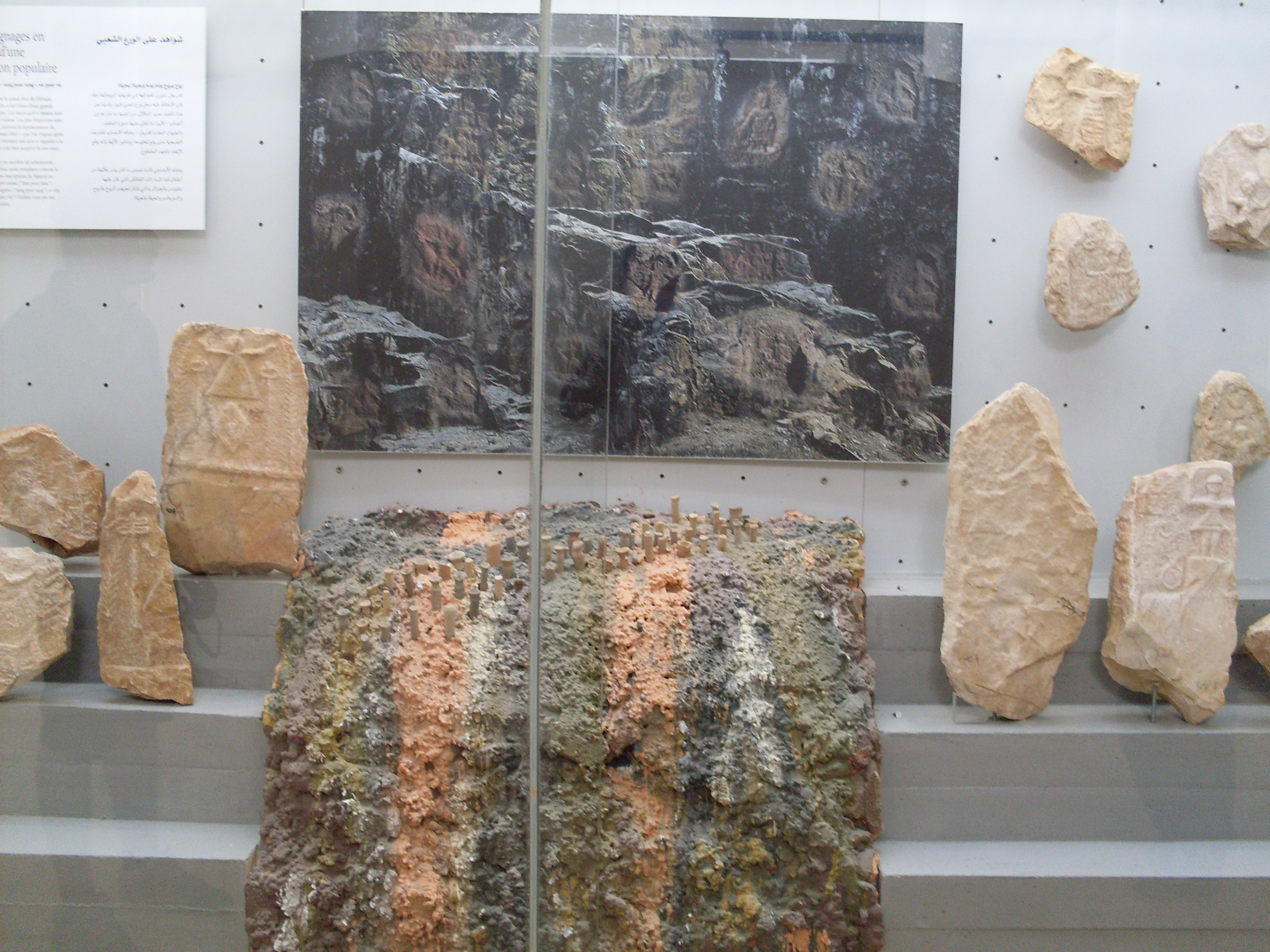
Estelas púnicas.

### Colecciones romanas
- Rueda de molienda reconstituida;
- Mosaicos;
- Estatua fragmentaria del emperador Cómodo como Hércules;
- Estelas funerarias romanas.

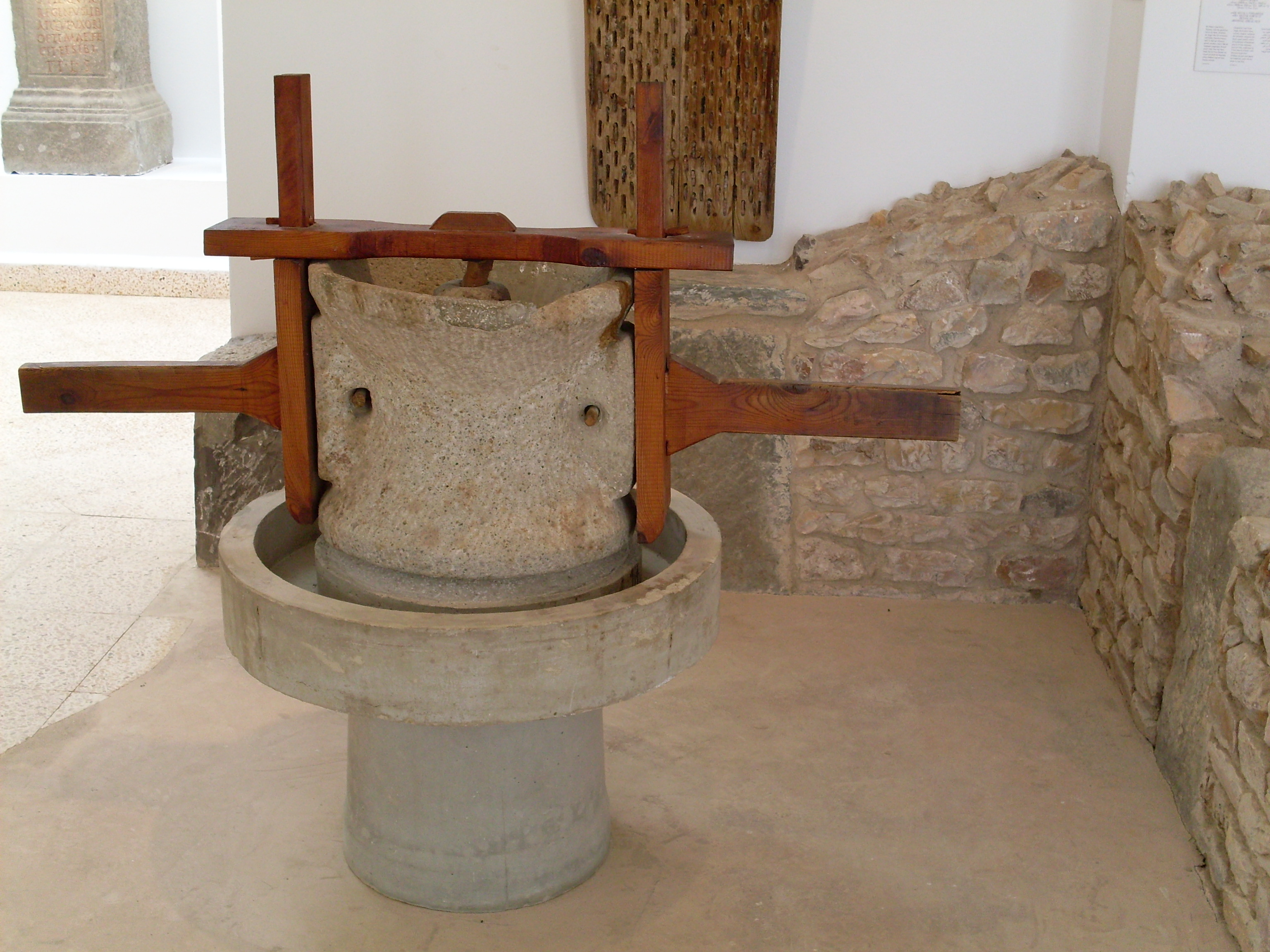
Muela.
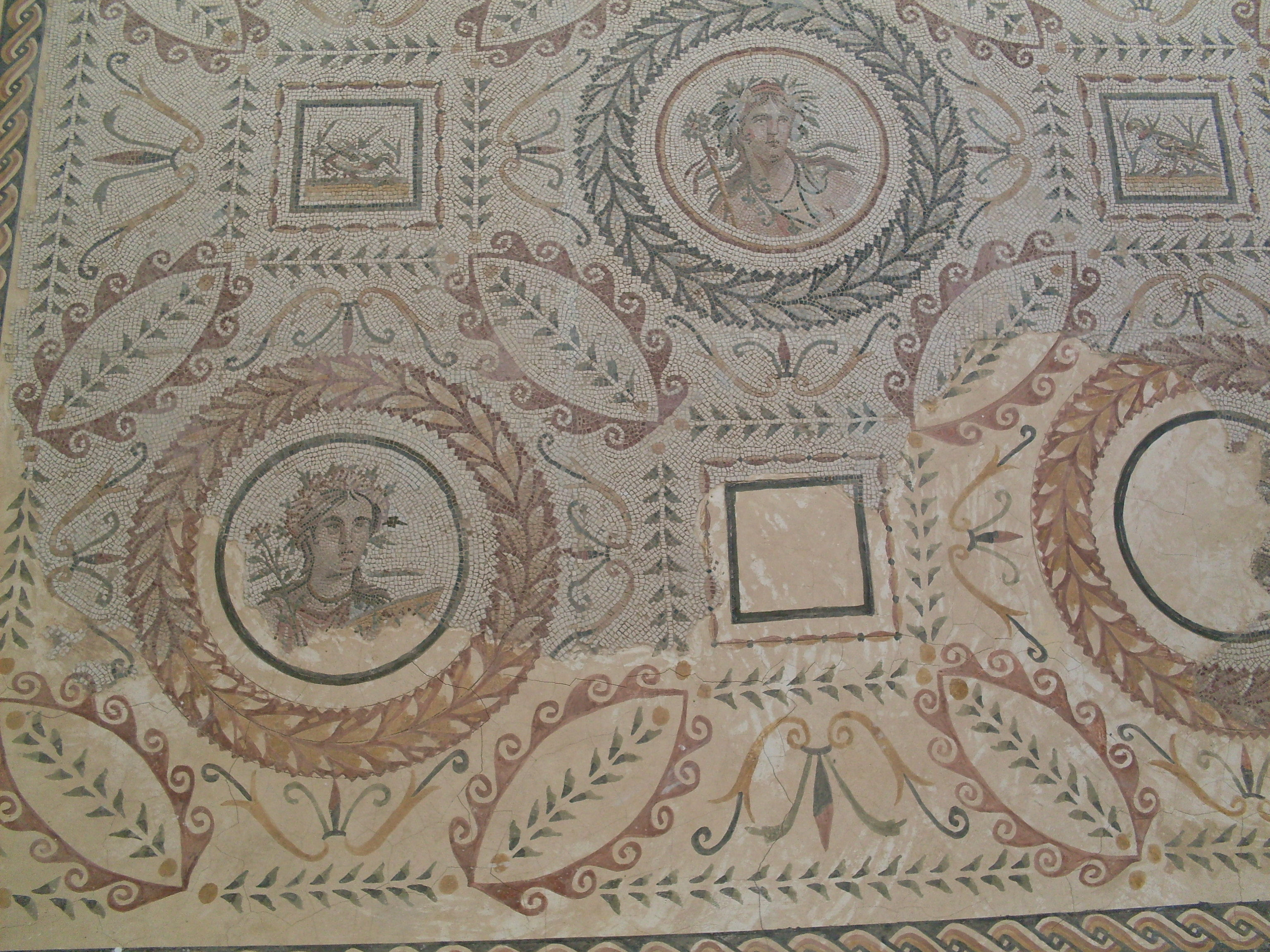
Mosaico.
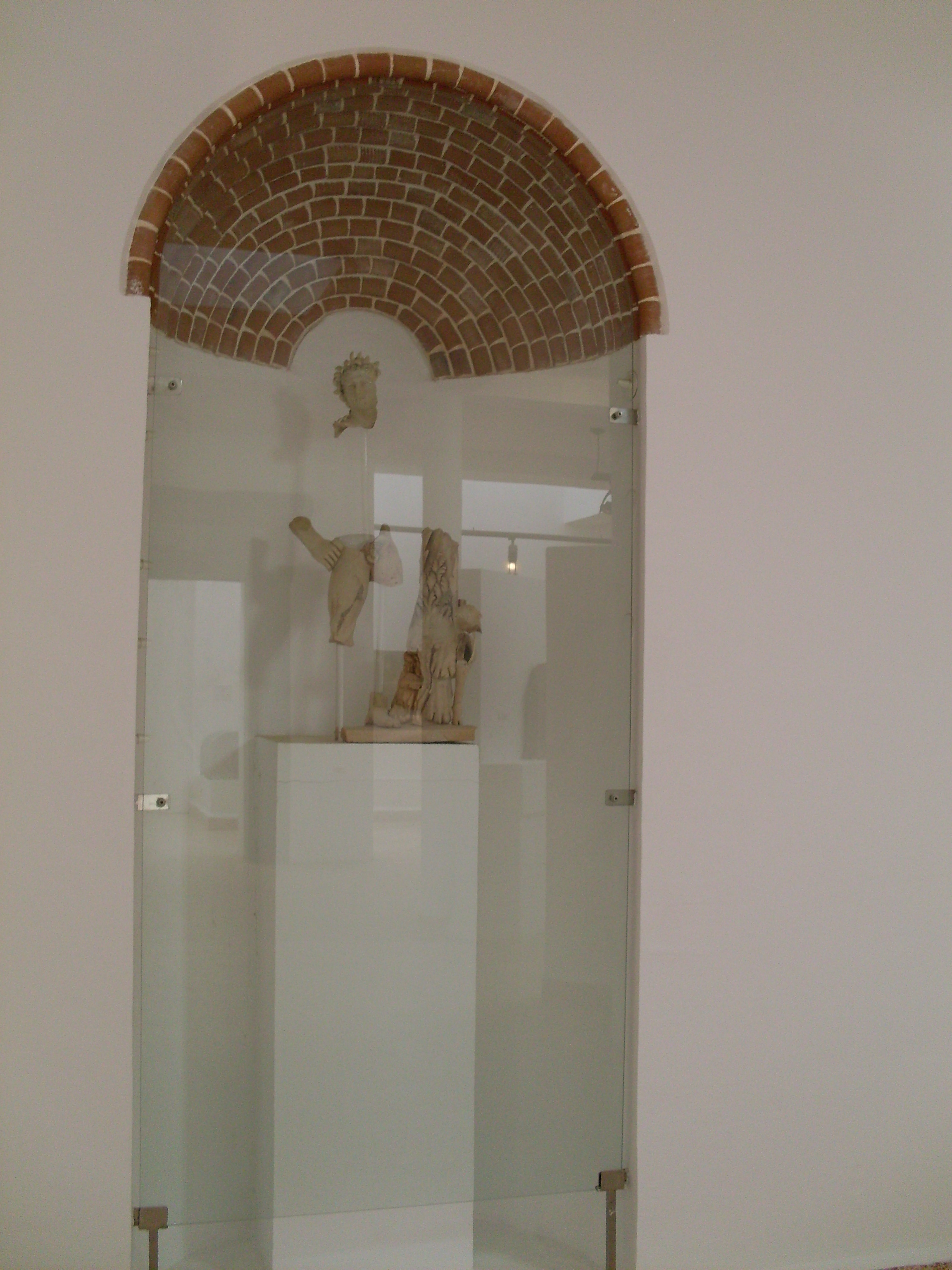
El emperador Cómodo como Hércules.
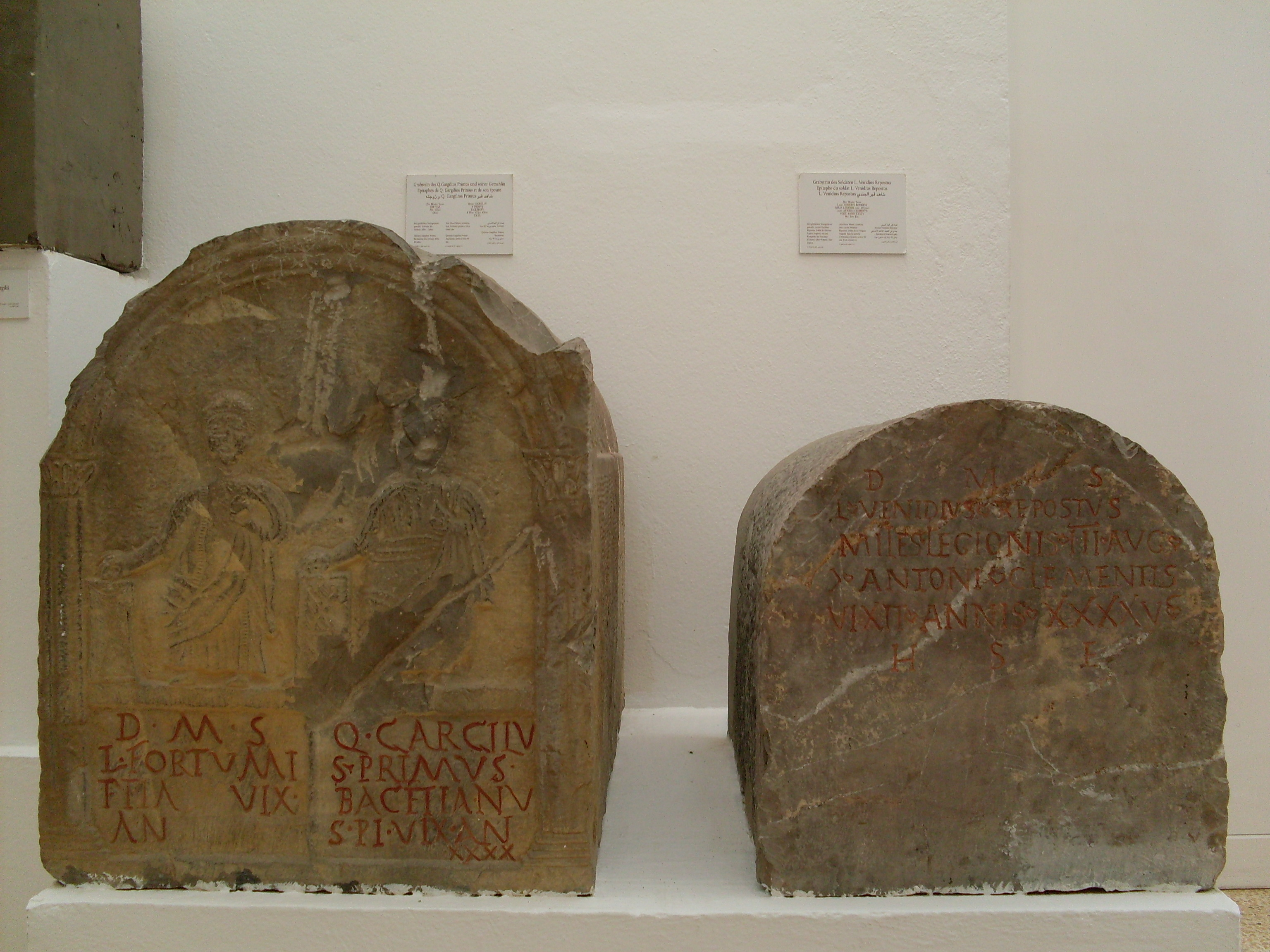
Estelas funerarias romanas.